# Vulnerable
För andra betydelser, se sårbar.
Vulnerable är en sång från den svenska popduon Roxettes album Crash! Boom! Bang! från 1994. Låten släpptes som singel den 23 februari 1995 och är en ballad som Per Gessle både skrev och sjöng på inspelningen.

## Låtlista
Släppt 1995 Nederländsk tryckning. // EMI / 7243 8 65152 2 3
1. "Vulnerable" (Single Edit) - 4:30
2. "The Sweet Hello, The Sad Goodbye" - 4:49
3. "Vulnerable" (Demo, 28 december 1990) - 4:44
4. "I'm Sorry" (Demo, 18 augusti 1993) - 3:25

## Listplaceringar
| Lista (1995) | Position |
| ------------ | -------- |
| Sverige      | 12       |